# 高宮建一郎
高宮 建一郎（たかみや けんいちろう、1943年1月4日 - 2005年10月21日）は、日本の植物学者。元東京工業大学大学院生命理工学研究科教授（生体システム専攻）。研究分野は植物生理・光合成。福井県福井市出身。

## 略歴[1]
- 1961年 - 福井県立藤島高等学校卒業。
- 1965年 - 東京大学理学部生物化学科卒業。
- 1970年 - 東京大学理学系研究科生物化学専攻博士課程修了。理学博士号を取得。
- 1970年 - 九州大学理学部助手
- 1975年 - 九州大学理学部助教授
- 1976年 - ペンシルベニア大学に留学。
- 1991年 - 東京工業大学大学院生命理工学研究科教授
- 2003年 - 国際光合成原核生物シンポジウム（ISPP: International Symposium on Phototrophic Prokaryotes）会頭[2]
- 2005年10月21日 - 死去